# Alex Hendriksen

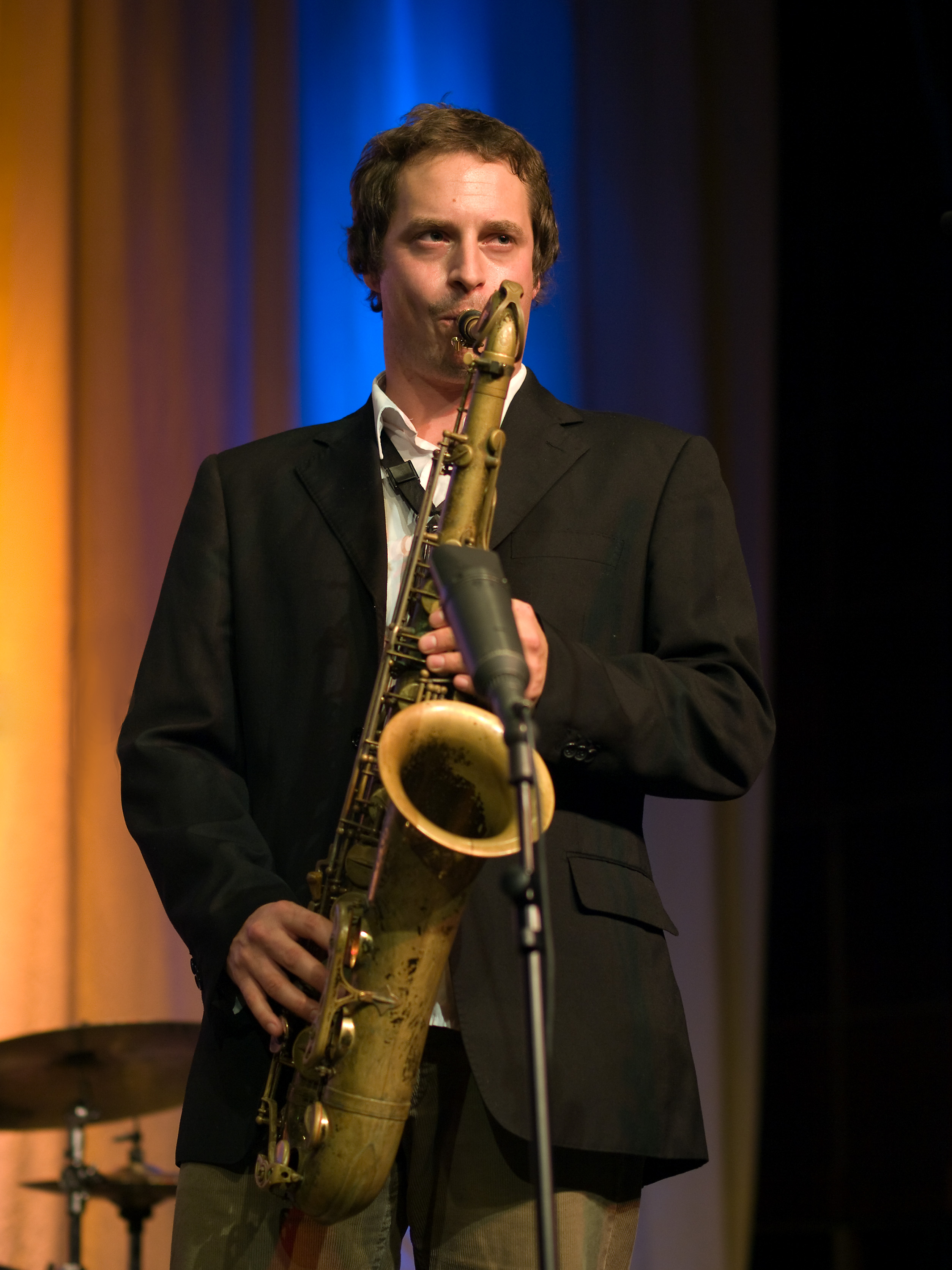
Alex Hendriksen am Tenorsaxophon (Studio 2 BR, München 2010)

Alex Hendriksen (* 1. November 1975 in Basel) ist ein in der Schweiz lebender Jazzmusiker (Tenor- und Sopransaxophon).

## Leben und Wirken
Hendriksen, der als Kind niederländischer und australischer Eltern in Schönenbuch aufgewachsen ist, hatte nach dem Besuch des Bluesbrothers-Film den Wunsch, Saxophon zu spielen; zunächst lernte er Querflöte, dann Saxophon. Ab 1995 studierte er am Berklee College of Music in Boston.
Hendriksen, der seit seiner Rückkehr zur Basler Szene gehört und in unterschiedlichen Bands wie etwa Grand Mother’s Funck tätig war, veröffentlichte 2014 mit Jean-Paul Brodbeck und Fabian Gisler das Album Back 2 Back, das sich auf Duos konzentriert. 2019 legte er mit Gisler das Duoalbum The Song Is You vor. 2020 folgte im Duo mit Stewy von Wattenwyl das Album Vol d’automne. Tom Lord verzeichnet für ihn 16 Aufnahmesessions zwischen 1999 und 2018. 2024 legte er das Album Lotus Blossom vor.
Er ist auch auf Alben von Chasper Wanner, Swiss Jazz Orchestra, Eliana Burki,  Houry Dora Apartian & HekiatQuincy Jones, Markus Stockhausen, Lisette Spinnler, Grand Mother’s Funck, H2S2 und Udo Jürgens & Pepe Lienhard zu hören. Daneben spielt er in der Berner Mundart-Band Patent Ochsner und verfasst Arrangements für Guggenmusiken.